# نادي فويفودينا
نادي فويفودينا لكرة القدم هو نادي كرة قدم صربي محترف متمركز في نوفي ساد، فويفودينا، ثاني أكبر مدينة في صربيا، وواحد من الأندية الأكثر شعبية في البلاد. النادي هو الجزء الأكبر من نادي فويفودينا المتعدد الرياضات وحاليًا ثالث أقدم نادي لكرة القدم في دوري السوبر الصربي ونادي كرة القدم الأكثر نجاحًا في صربيا إلى جانب منافسيه النجم الأحمر بلغراد و‌بارتيزان بلغراد.

## وصلات خارجية
- الموقع الرسمي (بالصربية)
- نادي فويفودينا على يويفا